# Parafia św. Walentego w Chechle
Parafia Świętego Walentego w Chechle – parafia rzymskokatolicka, znajdująca się w diecezji opolskiej, w dekanacie Ujazd Śląski.